# El Frauenfelder
El Frauenfelder (Elisa) (geboren 29. April 1979 in Zürich) ist eine Schweizer Malerin.

## Leben

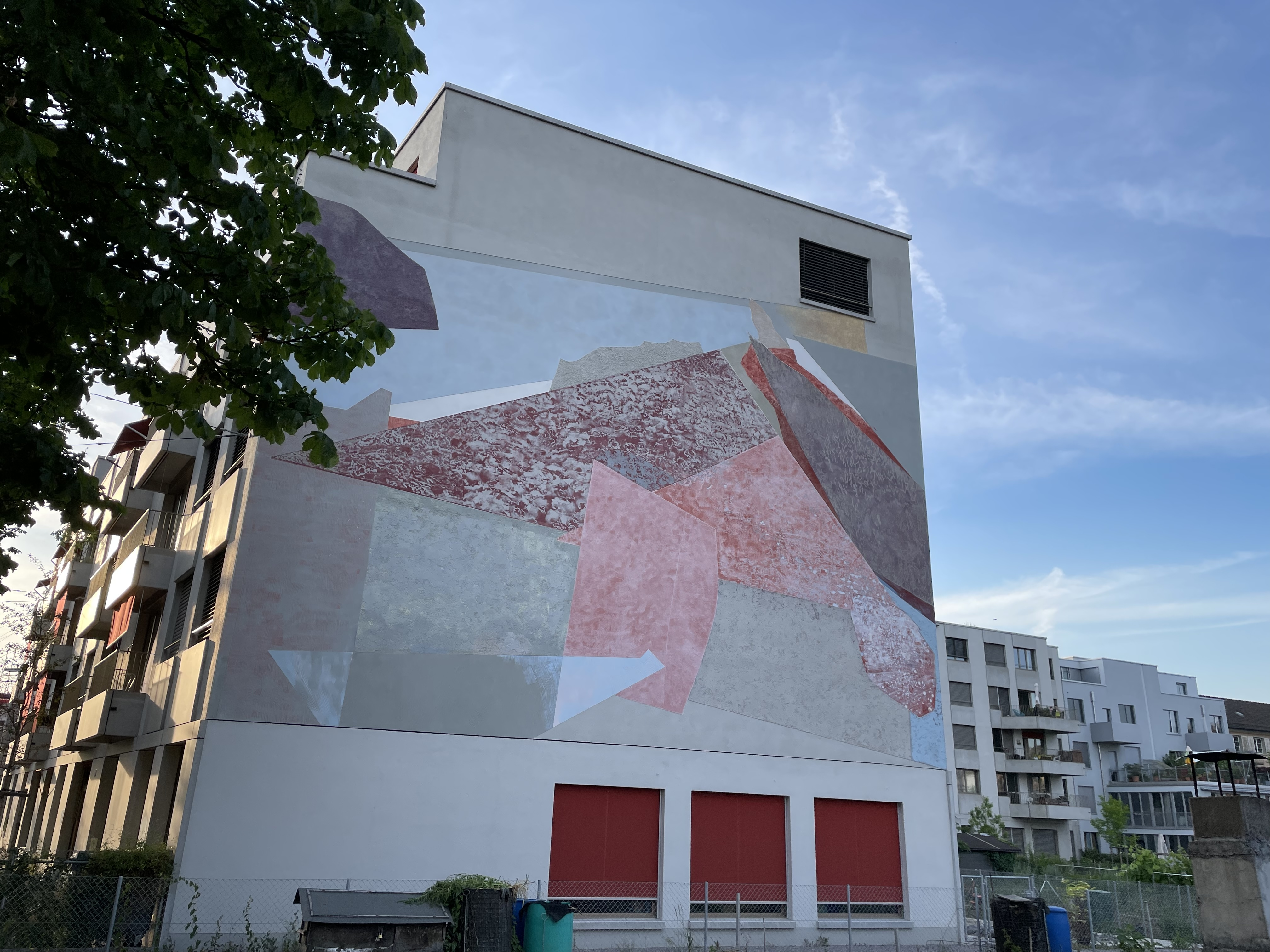
El Frauenfelder: Wand Ding, 2020

Frauenfelder studierte von 2000 bis 2005 Malerei an der Kunstakademie Helsinki (Taideyliopiston Kuvataideakatemia, KuvA). Sie hat ihr Atelier in Ossingen. Frauenfelder hatte ihre erste wichtige Einzelausstellung 2015 im Kunstmuseum Winterthur, sie nahm an Gruppenausstellungen 2013 im Kunstmuseum Thun, 2016 im Kunstmuseum Olten und 2017 im Trudelhaus Baden teil. Frauenfelder wurde 2015 mit dem Manor Kunstpreis ausgezeichnet.

## Ausstellungen (Auswahl)
- El Frauenfelder, Usser mir. Kunstmuseum Winterthur. (Katalog: Scheidegger & Spiess, 2015, ISBN 978-3-85881-498-2).